# El Cortijo, Guanajuato
El Cortijo är en ort i Mexiko.   Den ligger i kommunen San Miguel de Allende och delstaten Guanajuato, i den centrala delen av landet, 250 km nordväst om huvudstaden Mexico City. El Cortijo ligger 1 862 meter över havet och antalet invånare är 137.
Terrängen runt El Cortijo är platt åt sydväst, men åt nordost är den kuperad. Runt El Cortijo är det ganska tätbefolkat, med 96 invånare per kvadratkilometer. Närmaste större samhälle är San Miguel de Allende, 10,5 km sydost om El Cortijo. Trakten runt El Cortijo består i huvudsak av gräsmarker.